# Oberhaslach
Oberhaslach é uma comuna francesa na região administrativa de Grande Leste, no departamento Baixo Reno. Estende-se por uma área de 25,15 km². Em 2010 a comuna tinha 1 798 habitantes (densidade: 71,5 hab./km²).